# Usiewaład Ihnatouski
Usiewaład Makarawicz Ihnatouski, biał. Усевалад Макаравіч Ігнатоўскі (ur. 19 kwietnia 1881 w Tokarach, zm. 4 lutego 1931 w Mińsku) – białoruski działacz narodowy, członek Hramady i KP(b)B, komisarz oświaty BSRR, dyrektor Instytutu Kultury Białoruskiej i pierwszy przewodniczący Akademii Nauk Białoruskiej SRR.

## Życiorys
Urodził się w rodzinie nauczycielskiej. Studiował na Uniwersytecie w Dorpacie, gdzie zaangażował się w działalność polityczną Hramady. W czerwcu 1914 został członkiem jej Rady Głównej. Po rozpadzie ugrupowania w 1918 przyłączył się do Białoruskiej Partii Socjalistów-Rewolucjonistów, wszedł w skład jej Komitetu Centralnego.
Poparł powstanie Białoruskiej Socjalistycznej Republiki Radzieckiej w 1919 i 1920, widząc w jej istnieniu szansę na częściowe urzeczywistnienie ideałów niepodległościowych. Od 1919 członek RKP(b) i KP(b)B, rok później mianowano go komisarzem oświaty młodego państwa. W latach 1922–1930 zasiadał w Centralnym Komitecie Wykonawczym BSRR (quasi-parlamencie państwa). Od 1924 do 1926 kierował wydziałem agitacji i propagandy KC KP(b)B.
W latach 20. wraz z Aleksandrem Czerwiakowem i Źmicierem Żyłunowiczem był zaangażowany w akcję ściągania z emigracji działaczy białoruskiego ruchu narodowego.
W 1926 stanął na czele Instytutu Kultury Białoruskiej, dwa lata później został pierwszym prezesem Akademii Nauk Białoruskiej SRR oraz dyrektorem jej Instytutu Historycznego. Oskarżony o odchylenia nacjonalistyczne i usunięty z partii w styczniu 1931, popełnił samobójstwo, by uniknąć aresztowania.
Został pochowany na Cmentarzu Wojskowym w Mińsku.

## Twórczość
- Krotki narys historii Biełarusi (Mińsk 1919)
- 1863 rok na Biełarusi (Mińsk 1928)